# ديفيد إي. نيكولز
ديفيد إي. نيكولز (بالإنجليزية: David E. Nichols)‏ هو كيميائي أمريكي، ولد في 23 ديسمبر 1944 في كوفينغتون في الولايات المتحدة.